# 布爾蒂奇亞河
布爾蒂奇亞河（羅馬化：Burtychchia）是烏克蘭的河流，位於該國東南部，屬於基利蒂奇亚河的支流，發源自貝雷斯托韋以西，流經扎波羅熱州，河口處在索菲伊夫卡南部，河道全長25公里，流域面積166平方公里。